# Thysania
Thysania is een geslacht nachtvlinders uit de Noctuidae, die voorkomen in het Neotropisch en Nearctisch gebied.

## Soorten
- Thysania agrippina - (Cramer, 1776)
- Thysania pomponia - Jordan, 1924
- Thysania zenobia - (Cramer, 1777)